# Ingeborg Geisendörfer
Ingeborg Geisendörfer, z domu Schaudig (ur. 30 maja 1907 w Dillingen an der Donau, zm. 25 czerwca 2006 w Würzburgu) – niemiecka działaczka polityczna, deputowana do Bundestagu z ramienia Unii Chrześcijańsko-Społecznej (CSU).
Uczęszczała do liceum w Dillingen an der Donau, następnie uzyskała przygotowanie do zawodu nauczycielki w Monachium. Pracowała w szkolnictwie w latach 1927–1940, m.in. w Monachium i Rosenheim. W 1940 wyszła za mąż za pastora ewangelickiego. Oprócz prowadzenia domu działała w organizacjach związanych z Kościołem ewangelickim (głównie kobiecych). Była członkinią Synodu Kościoła ewangelicko-luterańskiego w Bawarii.
W latach 1953–1972 zasiadała w Bundestagu przez pięć kolejnych kadencji. W latach 1961–1965 była wiceprzewodniczącą Komisji ds. Energii Atomowej, 1965-1969 wiceprzewodniczącą Komisji ds. Nauki i Kultury. Została odznaczona m.in. Wielkim Krzyżem Zasługi RFN.